# Artur Walter
Artur Walter, urodzony jako Adam Walter, jednak powszechnie znany z imienia Artur (ur. 18 grudnia 1916 w Krakowie, zm. 30 marca 2001 tamże) – polski trener piłki nożnej.

## Życiorys
Walter po wybuchu II wojny światowej przedostał się na Węgry, gdzie miał skończyć kurs trenerski i prowadzić lokalne drużyny. Jako podchorąży był uczestnikiem kampanii wrześniowej, w której został ranny i przebywał w szpitalu w Peczu. Po jego opuszczeniu był szkoleniowcem miejscowego Pecsi DVAC, akademickiego mistrza Węgier PEAC, rumuńskiego KAC Cluj oraz Kecskeméti. W latach 1947–1948 trenował Wisłę Kraków, z którą w sezonie 1947 oraz 1948 zdobył wicemistrzostwo Polski. Po sześciu kolejkach sezonu 1948 został zastąpiony przez Josefa Kuchynkę, ponieważ działacze nie przedłużyli z nim kontraktu. 
Waltera chwalono za styl w jakim grał zespół, jednak za problem uważano przygotowanie kondycyjne, które miało przełożyć się na słabą dyspozycję oraz kontuzje piłkarzy. W sierpniu zastąpił Zygmunta Jesionkę na stanowisku trenera Tarnovii Tarnów, z którą po zajęciu jedenastego miejsca na zakończenie rozgrywek ligowych zaliczył spadek do II ligi. W sezonie 1950 prowadził przez okres pięciu miesięcy Lecha Poznań, po czym został zmieniony przez duet trenerski składający się z Antoniego Böttchera i Franciszka Bródki. Lech na zakończenie sezonu uplasował się na trzecim miejscu w tabeli ligowej. 
W sezonie 1953 Walter zdobył z Wawelem Kraków wicemistrzostwo Polski, zaś po zakończeniu sezonu decyzją Ministra Obrony Narodowej drużyna została wycofana z rozgrywek I ligi. Uznano, że prawo do reprezentowania wojskowych klubów w lidze ma wyłącznie Legia Warszawa. W sezonie 1956 prowadził Garbarnię Kraków, z którą zajął dwunastą pozycję w tabeli ligowej i zaliczył spadek do II ligi. W 1958 roku pracował jako konsultant w Zagłębiu Sosnowiec.
W okresie międzywojennym pracował jako dziennikarz w gazecie Pięć Groszy. Był także komentatorem Głosu Sportowca.